# Liste der Monuments historiques in Iffendic
Die Liste der Monuments historiques in Iffendic führt die Monuments historiques in der französischen Gemeinde Iffendic auf.

## Liste der Bauwerke
| Bezeichnung                           | Beschreibung | Standort | Kennzeichnung | Schutzstatus | Datum | Bild           |
| ------------------------------------- | ------------ | -------- | ------------- | ------------ | ----- | -------------- |
| Kirche St-Éloi mit Fenster Leben Jesu |              | (Lage)   | PA00090601    | Inscrit      | 1926  | weitere Bilder |
| Bas-relief im Château de la Châsse    |              | (Lage)   | PA35000026    | Classé       | 1930  |                |

## Liste der Objekte

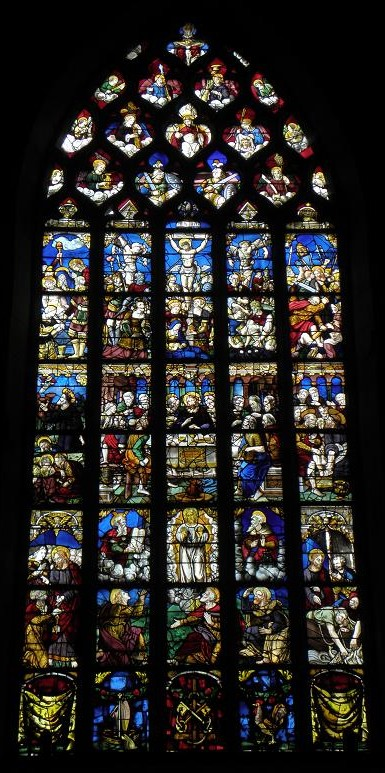
Fenster Leben Jesu in der Kirche St-Éloi

- Monuments historiques (Objekte) in Iffendic in der Base Palissy des französischen Kultusministeriums